# سیمونه پیتر
سیمونه پیتر (انگلیسی: Simone Peter؛ زادهٔ ۳ دسامبر ۱۹۶۵) سیاست‌مدار اهل آلمان است. او از سال ۲۰۱۳ ریاست مشترک حزب اتحاد ۹۰/سبزها را همراه با جم اوزدمیر بر عهده دارد.